# NGC 5010
NGC 5010 ist eine linsenförmige Galaxie vom Hubble-Typ S0 im Sternbild Jungfrau am Nordsternhimmel, die schätzungsweise 128 Millionen Lichtjahre von der Milchstraße entfernt ist. 
Das Objekt wurde am 9. Mai 1831 von John Herschel entdeckt.